# Harald Quandt
Harald Quandt (Charlottenburg, 1 de novembro de 1921 — Cuneo, Itália, 22 de setembro de 1967) foi um militar e empresário alemão. Era enteado de Joseph Goebbels e filho de Magda Goebbels com o industrialista Günther Quandt.
Harald serviu como tenente na Luftwaffe durante a Segunda Guerra Mundial. Foi ferido e capturado pelas tropas aliadas na Itália em 1944, sendo libertado três anos depois.
No pós-guerra os irmãos Harald Quandt e Herbert Quandt herdaram as indústrias do pai e tornaram-se um dos mais bem-sucedidos empresários da Alemanha Ocidental. O grupo Quandt chegou a ter mais de 200 companhias - estendendo-se da indústria têxtil à farmacêutica. Nos holdings da família também se incluíam grandes investimentos na indústria automobilística alemã (Daimler-Benz e BMW); segmento de mercado em que se destacou a fábrica de baterias automotivas Accumulatorenfabrik AG (Afa) (posterior Varta).
Quandt casou-se com Inge Bandekow (1928-1978) com quem teve cinco filhas: Katarina Geller (1951), Gabriele Quandt-Langenscheidt (1952), Anette May-Thies (1954), Colleen-Bettina Rosenblat-Mo (1962) e Patricia Halterman (1967 — 2005).